# Ze względu artykułu o cynkografii
Ze względu artykułu o cynkografii – polemika Cypriana Kamila Norwida z 1841 z artykułem Wincentego Wrześniowskiego.

## O artykule
Krótka recenzja Norwida z marca 1841, poświęcona cynkograficznej reprodukcji rysunku Jana Feliksa Piwarskiego Litkup na Pradze, opublikowana w Bibliotece Warszawskiej, wywołała w dwa miesiące później polemikę Wincentego Wrześniowskiego. Polemista w artykule O cynkografii p. Seweryna Oleszczyńskiego potraktował uwagi Norwida jako atak na Piwarskiego i Oleszczyńskiego. Bronił Piwarskiego przed zarzutem o flamandzkość, a Oleszczyńskiego przed zarzutem o brak doświadczenia Ze względu stanowi odpowiedź na ten artykuł. Odpowiedź Norwida ukazał się anonimowo w Przeglądzie Warszawskim.